# Конвісар Віктор Іванович
Ві́ктор Іва́нович Конвіса́р (29 грудня 1905 — 12 квітня 1992) — український хімік, педагог. Доктор технічних наук. Професор. Заслужений працівник вищої школи УРСР.
Працював у Харківському політехнічному інституті. Під його керівництвом захистили дисертації 15 аспірантів і пошукачів.
Багато років працювали разом Віктор Конвісар і Василь Атрощенко, гармонійно доповнюючи один одного. Атрощенко був більше теоретиком, а Конвісар — швидше практиком. Легий на підйом, Віктор Іванович слугував єднальною ланкою між наукою та виробництвом.
Нагороджено орденом «Знак пошани».